# Małolaty ninja w lunaparku
Małolaty ninja w lunaparku – amerykańska komedia z 1998 w reżyserii Seana McNamary.

## Fabuła
Trzej bracia Douglasowie, którzy są młodymi wojownikami ninja, wraz z 13-letnią Amandą wybierają się do lunaparku. Wkrótce centrum rozrywki zostaje opanowane przez terrorystów. Przewodzi im podstępna Meduza (Loni Anderson). Napastnicy chcą wyłudzić od właściciela okup w wysokości 10 milionów dolarów. Chłopcy, Amanda oraz spotkany w lunaparku gwiazdor telewizyjny Dave Dragon (Hulk Hogan) ruszają do walki z przestępcami.

## Obsada
- Hulk Hogan
- Loni Anderson
- Jim Varney
- Mathew Botuchis
- Michael O'Laskey II
- James Paul Roeske II
- Victor Wong
- Chelsey Earlywine
- Lindsay Felton
- Alan McRae
- Travis McKenna
- Margarita Franco
- Pat Mahoney
- Kirk Baily
- Anthony Fiorino
- Brendan O’Brien
- Mark Swanson
- Syntrell Ryder